# فندق زميت
فندق زميت أحد أبرز الفنادق السياحية في المدينة القديمة للعاصمة الليبية طرابلس، يعود إنشاؤه إلى عام 1883 في العهد العثماني، كان يستعمل في السابق كملتقى لتجار القوافل القادمين من أفريقيا وأوروبا، وتم صيانته وإعادة توظيفه عام 2006. يقع بالقرب من مرفأ طرابلس بجانب جامع قرجي ومقابل قوس ماركوس أوريليوس. الفندق ذو طابع معمارى مميز، ويعد أحد أشكال عمارة البحر الأبيض المتوسط في طرابلس. الفندق يشتهر في العاصمة الليبية بتقديمه للمأكولات البحرية.

## وصلات خارجية
- دليل السياحة في ليبيا: فندق زميت